# Horst Gentzen
Horst Gentzen (* 14. März 1930 in Berlin; † 9. August 1985 ebenda) war ein deutscher Schauspieler und Synchronsprecher.

## Leben
Horst Gentzen nahm zwischen 1946 und 1949 Schauspielunterricht in der Schule von Leonore Ehn in Berlin. Bereits 1946 gab er sein Theaterdebüt als kleiner Heizer in Marcel Pagnols Der goldene Anker im Schlosspark-Theater in Berlin, wo er auch von 1946 bis 1948 sein erstes Bühnenengagement erhielt. Ab 1949 spielte er für zwei Jahre mit Lil Dagover in einem Tourneetheater.
Bereits 1947 gab er neben Paul Dahlke in Und finden dereinst wir uns wieder… sein Spielfilmdebüt. Während er als Theaterschauspieler vor allem auf Westberliner Bühnen auftrat, wirkte er im Film auch bei den DEFA-Produktionen im Ostteil der Stadt mit, so auch in Einmal ist keinmal unter der Regie von Konrad Wolf und in Slatan Dudows Filmdrama Unser täglich Brot. Daneben spielte er im Westen in einigen Komödien des Regisseurs und Kabarettisten Hans Deppe, aber auch einen von Horst Buchholz’ Freunden in Endstation Liebe (nach der Vorlage von Will Tremper). Ab den 1960er-Jahren wurden die Film- und Fernsehauftritte des immer jugendlich wirkenden Gentzen rar. Stattdessen verlagerte er seinen künstlerischen Schwerpunkt von Bühne und Film immer mehr auf einen anderen darstellerischen Bereich, die Arbeit als Sprecher.
Bereits seit 1952 wirkte er bei Radioproduktionen des RIAS als Sprecher mit und arbeitete vor allem in der Synchronisation ausländischer Filme. Durch seine hohe, zuweilen kieksende Stimme war er prädestiniert für komödiantische Rollen und ist einem breiten Publikum vor allem als deutscher Standardsprecher von Jerry Lewis sowie als Stimme von Kermit dem Frosch aus der Muppet Show (in der Sesamstraße wurde Kermit von Andreas von der Meden gesprochen) bekannt. In einer Neufassung der Synchronisation von Wir sind vom schottischen Infanterieregiment (1966) synchronisierte er Stan Laurel. Daneben lieh er seine Stimme zahlreichen prominenten Schauspielkollegen wie Roman Polański (Tanz der Vampire), Danny DeVito (Scalawag), Gérard Depardieu (Die Affäre Dominici), Gene Wilder (Quackser Fortune hat 'nen Vetter in der Bronx) und Peter Lorre (in den Neufassungen von Casablanca und Abenteuer in Panama sowie in seinen acht Filmen als Detektiv Mr. Moto). In den ersten beiden Filmen der Beatles, A Hard Day's Night (1964) und Help! (1965), sprach er Ringo Starr.
Einen seiner größten Erfolge erzielte er mit seiner Mitwirkung am 7. James-Bond-Film 1971 (Diamantenfieber), für den er Mr. Kidd, einem Killer, gespielt von Putter Smith, seine Stimme lieh.
Eine seiner letzten Arbeiten war die Synchronisation des britischen Komikers Kenneth Williams für Neufassungen einiger Komödien der Carry-On-Filmreihe, die das ZDF zwischen 1984 und 1986 in einer losen Reihe unter dem Titel Ist ja irre...  ausstrahlte. Für die ersten sieben Filme der Reihe lieh noch Horst Gentzen Williams seine markante Stimme, dann musste er durch Stefan Behrens ersetzt werden.
Gentzen war Anfang der 50er Jahre mit dem Mediziner und Psychiater Alexander Boroffka (1920–2014) liiert. Dessen Mutter, die Potsdamer Fotografin Else Boroffka-Niemeyer (1890–1976), fotografierte die beiden jungen Männer 1950 in Einzelporträts. Gentzen betrieb später einen Antiquitätenladen am Bundesplatz in Berlin.
Horst Gentzen starb 1985 im Alter von 55 Jahren in seiner Heimatstadt Berlin an einer Leberzirrhose. Er wurde auf dem Friedhof Schöneberg III in Berlin-Friedenau beigesetzt. Mittlerweile ist das Grab nicht mehr vorhanden.

## Filmografie (Auswahl)
- 1947: Und finden dereinst wir uns wieder…
- 1947: Kein Platz für Liebe
- 1948: 1-2-3 Corona
- 1949: Unser täglich Brot
- 1949: Man spielt nicht mit der Liebe
- 1950: Fünf unter Verdacht
- 1951: Es geht nicht ohne Gisela
- 1954: Die tolle Lola
- 1955: Einmal ist keinmal
- 1956: Tausend Melodien
- 1957: Spielbank-Affäre
- 1958: Das verbotene Paradies
- 1958: Endstation Liebe
- 1958: Schmutziger Engel
- 1965: Im Schlaraffenland

## Synchronrollen
Für Jerry Lewis
- 1952: Schrecken der Division als Hap Smith
- 1952: Seemann, pass auf! als Melvin Jones
- 1954: Der sympathische Hochstapler als Homer Flagg
- 1955: Der Gangsterschreck als Wilbur Hoolick
- 1955: Maler und Mädchen als Eugene Fullstack
- 1957: Der Regimentstrottel als Private Meredith C. Bixby
- 1958: Der Geisha-Boy als Gilbert Wooley
- 1961: Der Bürotrottel als Morty S. Tashman
- 1963: Der Ladenhüter als Norman Phiffier
- 1963: Der verrückte Professor als Prof. Julius Kelp / Buddy Love
- 1964: Die Heulboje als Stanley Belt
- 1964: Der Tölpel vom Dienst als Jerome Littlefield
- 1965: Boeing-Boeing als Robert Reed
- 1966: Drei auf einer Couch als Christopher Pride / Warren / Ringo / Rutherford / Heather
- 1966: Das Mondkalb als Pete Mattemore
- 1982: Slapstick als Wilbur Swain/Caleb Swain
- 1983: Immer auf die Kleinen als Warren Nefron / Dr. Perks

Für Kenneth Williams
- 1959: Ist ja irre – Lauter liebenswerte Lehrer als Edwin Milton
- 1986: Ist ja irre – Diese strammen Polizisten (1960) als Constable Stanley Benson
- 1986: Ist ja irre – Der Schiffskoch ist seekrank (1962) als Leonard Marjoribanks
- 1986: Ist ja irre – ’ne abgetakelte Fregatte (1964) als Captain Fearless
- 1986: Ist ja irre – Agenten auf dem Pulverfass (1964) als Desmond Simpkins
- 1986: Ist ja irre – Cäsar liebt Kleopatra (1964) als Julius Cäsar
- 1986: Ist ja irre – Der dreiste Cowboy (1965) als Richter Burke
- 1986: Ist ja irre – Alarm im Gruselschloss  (1966) als Dr. Orlando Watt

Für Peter Lorre
- 1936: Geheimagent als Professor
- 1937: Mr. Moto und der China-Schatz als Mr. Kentaro Moto
- 1937: Mr. Moto und der Schmugglerring als Mr. Kentaro Moto
- 1938: Mr. Moto und der Dschungelprinz als Mr. Kentaro Moto
- 1938: Mr. Moto und der Kronleuchter als Mr. Kentaro Moto
- 1938: Mr. Moto und der Wettbetrug als Mr. Kentaro Moto
- 1939: Mr. Moto und die Flotte als Mr. Kentaro Moto
- 1939: Mr. Moto und die geheimnisvolle Insel als Mr. Kentaro Moto
- 1939: Mr. Moto und sein Lockvogel als Mr. Kentaro Moto
- 1975: Casablanca (1942) als Ugarte
- 1979: Detektiv mit kleinen Fehlern (1947) als Kismet

Für Charles Hawtrey
- 1969: Das total verrückte Irrenhaus als Dr. Charles Stoppidge
- 1977: Das total verrückte Campingparadies (1969) als Charlie Muggins
- 1977: Ein total verrückter Urlaub (1972) als Justus Tuttle
- 1980: Die total verrückte Königin der Amazonen (1970) als Tonka der Große

Für Ringo Starr
- 1964: Hi-Hi-Hilfe! als Ringo
- 1964: Yeah! Yeah! Yeah! als Ringo